# Floripondia Piripí, se pirra por dar el sí
Floripondia Piripí, se pirra por dar el sí es una serie creada por José Peñarroya en 1958 para la revista "Sissi" de Editorial Bruguera, destacando por ser una de las pocas de la Escuela Bruguera con protagonismo femenino.

## Trayectoria editorial
Floripondia Piripí fue creada por Peñarroya al volver a Bruguera tras la aventura cooperativista de "Tío Vivo". 
Hacia 1964 pasó a "El DDT".

## Características
Floripondia Piripí es la protagonista absoluto de estas historietas. El investigador Juan Antonio Ramírez la clasifica entre los solterones, junto a otros personajes de la Escuela Bruguera como Cucufato Pi (1949), Pilaropo (1956), Golondrino Pérez (1957), Rigoberto Picaporte (1957), Lidia (1958) y Guillermo el Conquistador (1958), caracterizados por su insatisfacción sexual.
Más allá de la originalidad de estar protagonizada por una mujer, Floripondi Piripi comparte con Golondrino Pérez de Guillermo Cifré la parodia de cierta visión trasnochada del amor.